# Grottes de Scurati
Les grottes de Scurati sont un établissement humain préhistorique et un site géologique. Elles se trouvent près de la frazione de Scurati dans la commune de Custonaci, dans la province de Trapani, en Sicile. Elles accueillent un petit hameau de maisons, habitées entre 1819 et la fin du XXe siècle.

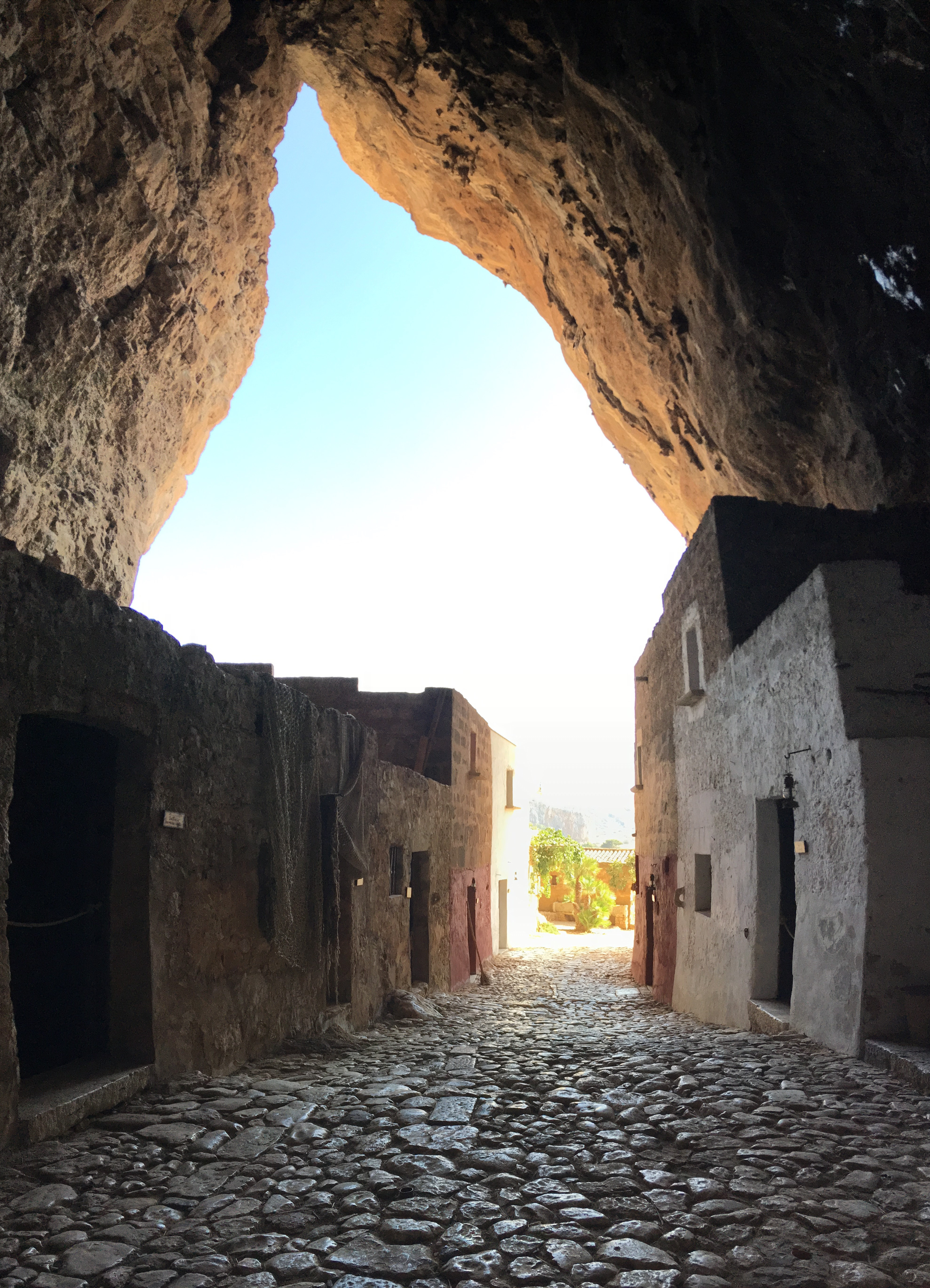
La grotte Mangiapane vue de l'intérieur.

## Les fouilles
Les premières études archéologiques sont conduites par le marquis Guido Dalla Rosa en 1870 et par le paléontologue français Raymond Vaufrey en 1925. À l'intérieur, on a trouvé des traces de présence humaine (outils en silex et graffitis) remontant au paléolithique supérieur. Les dernières fouilles ont été réalisées par la surintendance des biens culturels de Trapani sous la direction de Sebastiano Tusa.

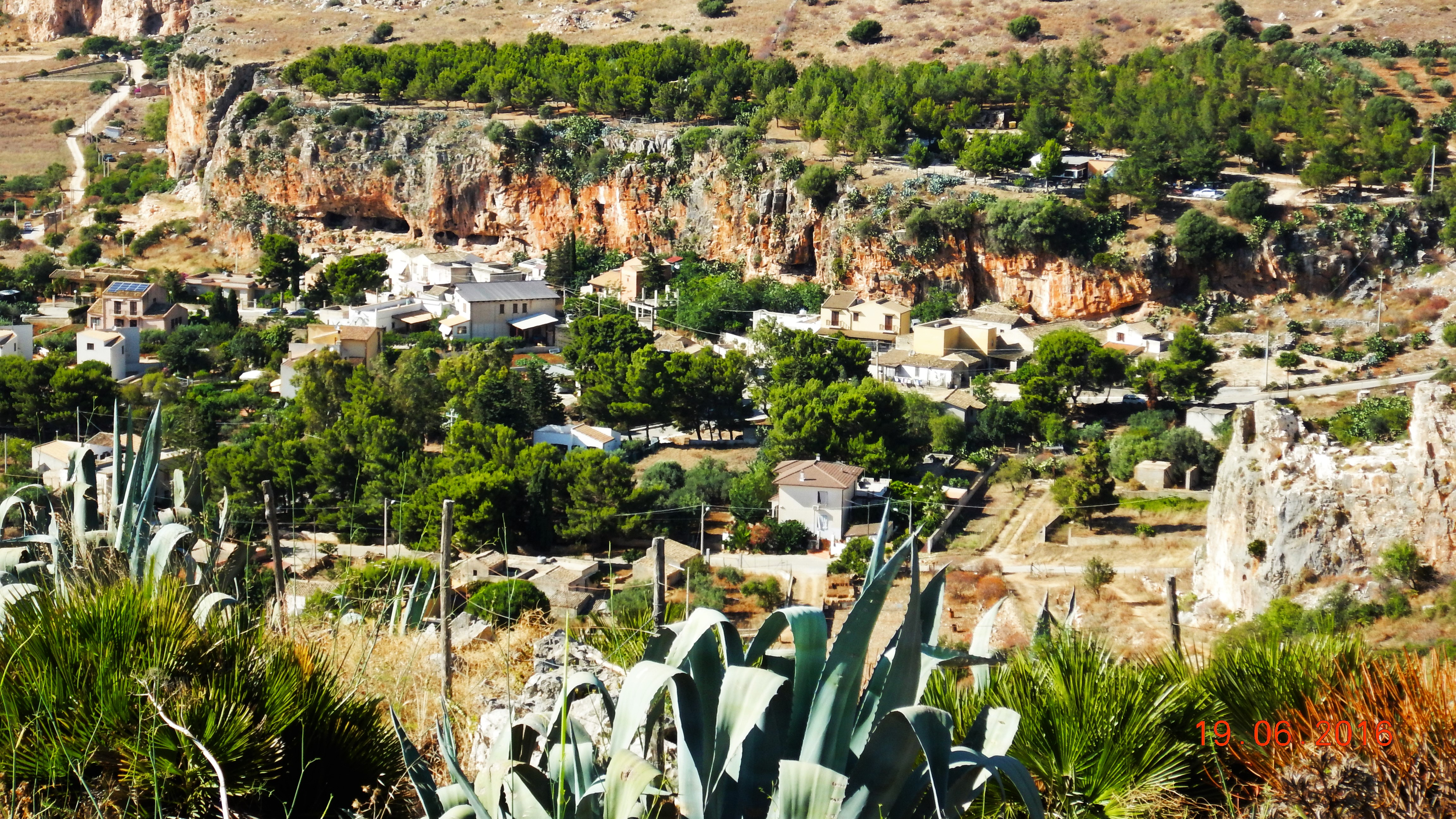
Vue panoramique des grottes.

## Les grottes
Il s'agit de neuf grottes. Certaines se trouvent à l'intérieur de la  réserve naturelle de Monte Cofano (it) :
- grotta Mangiapane
- grotta Buffa
- grotta del Crocifisso
- grotta Rumena
- grotta Miceli
- grotta Cufuni
- grotta della clava
- grotta Maria Santissima
- abisso del Purgatorio